# Estrelinha-de-coroa-dourada
A estrelinha-de-coroa-dourada (nome científico: Rugulus satrapa) é uma pequena ave passeriforme. Encontra-se em estado pouco preocupante, de acordo com a União Internacional para a Conservação da Natureza (IUCN).